# 柳叶大花卫矛
柳叶大花卫矛（学名：Euonymus grandiflorus f. salicifolius）为卫矛科卫矛属大花卫矛下的一个变型。